# سور (دیاربکر)
سور (به ترکی استانبولی: Sur) یک منطقهٔ مسکونی در ترکیه است که در استان دیاربکر واقع شده‌است.